# Bian Marind jezik
Bian marind jezik (bian, boven-bian, sjeverozapadni marind; ISO 639-3: bpv), jezik transnovogvinejske porodice papuanskih jezika kojim govore pripadnici sjeverozapadnih Marinda ili Boven Bian, s gornjeg toka rijeke Bian, blizu Merauke na jugu Irin Jaye, Indonezija. 
Voorhoeve (1975) kaže da se govori u selima Anida, Mesak-Mafuyas, Kafiwako-Mandom, Tepas, Muting,
Welo, Boha, Selo, Kolam i Wan. Populacija po (Voegelin and Voegelin, 1977) iznosi 900; 2 900 (2002 Sohn, Myo-sook).

## Vanjske poveznice
- Ethnologue (14th)
- Ethnologue (15th)